# Campo de’ Fiori
Campo de’ Fiori – rzymski plac (wł. piazza) położony w pobliżu placu Navona.
Plac znajduje się na pograniczu rejonów Rzymu Parione i Regola. Nazwa Campo de’ Fiori oznacza pole kwiatów – plac aż do wieków średnich zachował charakter łąki. Prawdopodobnie nieuzasadnione są próby łączenia tej nazwy z kochanką Pompejusza imieniem „Flora”, pomimo faktu wybudowania przez niego niedaleko Campo de’ Fiori słynnego teatru. Na środku placu znajduje się pomnik Giordana Bruna.

## Historia
W starożytnym Rzymie miejsce placu było wolną przestrzenią pomiędzy Teatrem Pompejusza a rzeką Tyber. W XIII wieku na południu placu zamieszkała rodzina Orsini, niemniej aż do XV wieku plac zachował polny charakter. Pierwszym kościołem położonym przy nim był wybudowany podczas pontyfikatu Bonifacego IX (1394–1404) Kościół Świętej Brygidy, co rozpoczęło proces przekształcania tego obszaru w teren zabudowany. W 1456 roku podczas pontyfikatu papieża Kaliksta III plac został wybrukowany, co było częścią większego projektu inwestycji w rejonie Parione. Był to skutek rozbudowy budynków przy nim stojących, stało się to również przyczyną kolejnych prac architektonicznych. Przebudowano wówczas pałac rodziny Orsini, powstał przy nim także pierwszy nowo wybudowany w Rzymie pałac renesansowy Palazzo della Cancelleria (widoczny poniżej w prawym rogu na rycinie Giuseppe Vasi). 
Plac od średniowiecza był miejscem targowym oraz miejscem rozwoju kultury ulicznej. Otaczające go ulice noszą nazwy zaczerpnięte od nazwisk znanych rodzin kupieckich i rzemieślniczych – Via dei Balestrari (wytwórców kusz), Via dei Baullari (handlarzy kawą), Via dei Cappellari (wytwórców kapeluszy), Via dei Chiavari (ślusarzy) i Via dei Giubbonari (stolarzy). Podczas pontyfikatu Sykstusa IV plac stał się elementem drogi łączącej bazylikę św. Jana na Lateranie z Watykanem (łącznie z Via Florea i Via Pellegrino). Skutkiem tego był napływ znaczących osobistości i dalszy rozwój placu: dwa razy w tygodniu (w poniedziałki i soboty) odbywał się tutaj przynoszący znaczne zyski handel końmi. W tym okresie powstało także wiele zajazdów, hoteli i sklepów usytuowanych przy Campo de’ Fiori. 

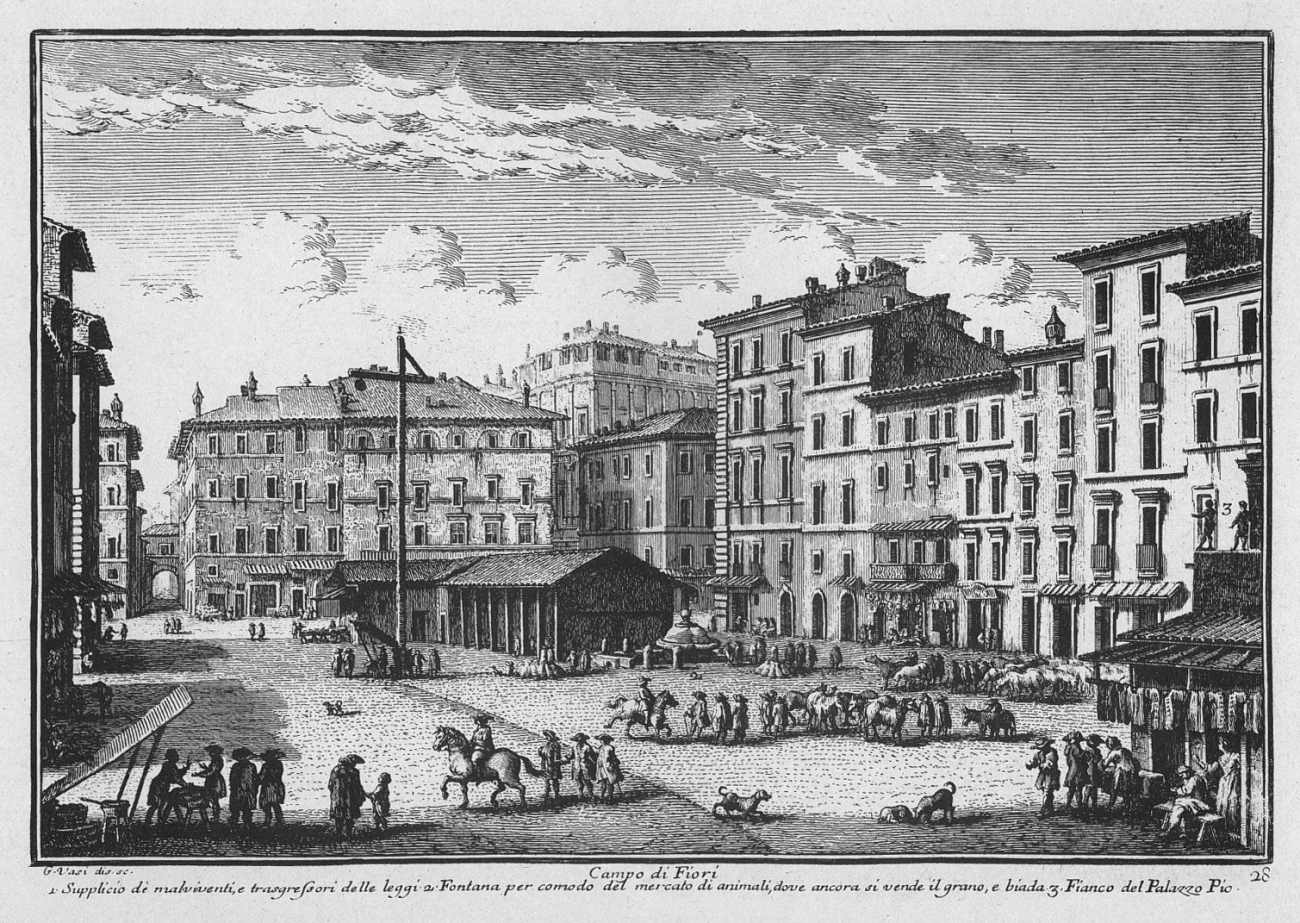
Rycina Giuseppe Vasi – plac ok. 1740, widok z drugiej strony

Plac był także miejscem egzekucji; na rycinie Giuseppe Vasi widoczny jest stały szafot. To tutaj 17 lutego 1600 roku został spalony na stosie przez inkwizycję filozof dominikanin Giordano Bruno z powodu głoszonych przez siebie heretyckich poglądów. Aby upamiętnić tę tragedię, w roku 1887 Ettore Ferrari stworzył poświęcony mu pomnik, stojący w centrum placu. Giordano Bruno przedstawiony jest na nim stojący twarzą w stronę Watykanu; w czasach Zjednoczenia Włoch interpretowano to jako zaakcentowanie martyrologii walki o wolność słowa i opór przeciwko państwu kościelnemu.
Wyburzenie części kamienic w roku 1858 przyczyniło się do powiększenia placu. Od roku 1869 znajduje się tutaj targ z warzywami oraz kwiatami. Znajdująca się na nim antyczna fontanna służy jako źródło wody dla kwiatów. Inskrypcja na niej, FA DEL BEN E LASSA DIRE (Pomagaj i pozwól rozmawiać), wpisuje się w legendę miejsca. Wieczorami plac staje się popularnym miejscem spotkań.

## Campo de’ Fioriw kulturze
Plac i wykonana na nim egzekucja Giordano Bruno upamiętnione zostały w wierszu Czesława Miłosza Campo di Fiori (1943). Poeta zestawił w nim egzekucję filozofa z zagładą żydowskich powstańców w warszawskim getcie.